# 高野苺
高野 苺（たかの いちご、1986年1月11日 - ）は、日本の漫画家。長野県出身、松本市在住。血液型B型。デビュー作は『START』。

## 略歴
- 高校生で漫画家デビュー。
- 2007年 - 『別冊マーガレット』にて初連載作『バンビの手紙』を発表。同年に連載開始された『夢みる太陽』は作者の代表作となった。
- 2012年 - 『別冊マーガレット』にて『orange』を連載していたが、2013年1月号から休載したのち『月刊アクション』（双葉社）へ移籍し、2014年2月号から[4][注 1]2015年10月号まで不定期連載された[5]。また、『orange』連載再開に先駆けて『Re Collection』を2013年12月号から不定期連載中[6]。

## 作品リスト
- オオカミ少年（2004年6月25日発売[7]、集英社、マーガレットコミックス、ISBN 4-08-847758-8）
  - オオカミ少年（『デラックスマーガレット』2004年3月号）
  - ホワイト ホワイト クリスマス（『別冊マーガレット』2003年12月号）
  - together with you（『デラックスマーガレット』2003年11月号）
  - pig（『デラックスマーガレット』2003年9月号）
  - クモの糸（『デラックスマーガレット』2003年7月号）
  - START（『別冊マーガレット』2002年10月号、デビュー作[2]。）
  - オオカミ少年 おまけ編（描き下ろし）
- 愛し金魚（2006年1月25日発売[8]、集英社、マーガレットコミックス、ISBN 4-08-846027-8）
  - 愛し金魚（『別冊マーガレット』2005年4月号）
  - real intention（『デラックスマーガレット』2005年11月号）
  - 星のロマン（『デラックスマーガレット』2005年7月号）
  - LIFE is WHITE…?（『別マスペシャル』2004年夏の増刊号）
  - YOUR VOICE（『デラックスマーガレット』2004年5月号）
  - 愛し金魚 -17の頃-（描き下ろし）
- Shooting Star（2006年12月25日発売[9]、集英社、マーガレットコミックス、『別冊マーガレット』2004年8月号、11月号、2005年12月号、2006年7月号、ISBN 4-08-846126-6、全1巻）
  - SICK CAT SICK BOY（『別冊マーガレット』2005年2月号）
  - めまい（『デラックスマーガレット』2005年9月号）
  - Shooting Star『スキ』（描き下ろし）
- バンビの手紙（2007年7月25日発売[10]、集英社、マーガレットコミックス、『別冊マーガレット』2007年1月号 - 5月号、ISBN 978-4-08-846197-7、全1巻）
  - バンビの手紙〜番外編〜バンビのラブレター（『デラックスマーガレット』2007年7月号）
- 夢みる太陽（集英社、2008年 - 2011年、全10巻→双葉社、2015年 - 2017年、全10巻（新装版））
- orange（集英社、2012年、全2巻→双葉社、2014年 - 2022年、全7巻)
- 君になれ[注 2]（双葉社、『月刊アクション』2018年6月号[11] - 2018年10月号→『webアクション』2021年2月19日配信[12] - 連載中、ACTION COMICS、既刊1巻）
  1. 2018年10月15日発売[13][14]、『月刊アクション』2018年6月号[11] - 10月号、ISBN 978-4-575-85218-9（同日発売CD付き限定版[15]、ISBN 978-4-575-85219-6）

### アンソロジー
- 東日本大震災チャリティー漫画本 PARTY! HANA[16][注 3]（2011年8月5日発売[17]、メディアパル、ISBN 978-4-89610-201-7）
  - 夢みる太陽+春色アストロノート[18]（描きおろし）
- おそ松さん公式アンソロジーコミック NEET GOING ON!（2018年3月12日発売[19]、双葉社、ISBN 978-4-575-94523-2）
  - カバーイラスト（描きおろし）
  - もう一つの世界（描きおろし）

### イラスト
- 時海結以（原作：高野苺） 『双葉社ジュニア文庫 orange』 〈双葉社ジュニア文庫〉、全3巻
  1. 2015年7月18日発売[20]、ISBN 978-4-575-23911-9
  2. 2015年11月20日発売[21]、ISBN 978-4-575-23930-0
  3. 2016年3月18日発売[22]、ISBN 978-4-575-23951-5
- 七月隆文 『ケーキ王子の名推理（スペシャリテ）』 新潮社 〈新潮文庫nex〉、既刊5巻
  1. 2015年11月1日発売[23]、ISBN 978-4-10-180050-9
  2. 2017年4月1日発売[24][25]、ISBN 978-4-10-180093-6
  3. 2018年8月1日発売[26]、ISBN 978-4-10-180127-8
  4. 2019年7月1日発売[27]、ISBN 978-4-10-180156-8
  5. 2020年7月1日発売[28]、ISBN 978-4-10-180193-3
- 谷崎泉 『ひきこもり作家と同居します。』（2017年8月12日発売[29][30]、KADOKAWA、富士見L文庫、ISBN 978-4-04-072395-2）
- 相原罫 『アヤカシ絵師の奇妙な日常』（2017年9月23日発売[31][32]、KADOKAWA、メディアワークス文庫、ISBN 978-4-04-893410-7）
- 灰芭まれ『僕は明日、きみの心を叫ぶ。』（2018年1月28日発売[33]、スターツ出版、スターツ出版文庫、ISBN 978-4-81-370393-8）
- 時海結以（原作：高野苺）『双葉社ジュニア文庫 夢みる太陽』 〈双葉社ジュニア文庫〉、全4巻
  1. 2018年11月22日発売[34]、ISBN 978-4-575-24132-7
  2. 2019年3月22日発売[35]、ISBN 978-4-575-24159-4
  3. 2019年7月19日発売[36]、ISBN 978-4-575-24168-6
  4. 2019年11月22日発売[37]、ISBN 978-4-575-24229-4

### 単行本未収録作品
- 人魚が見た夢（『デラックスマーガレット』2006年11月号）
- good-bye my honey（『別冊マーガレット』2007年9月号）
- Re Collection[注 4]（『月刊アクション』2013年12月号[6] - 2014年3月号）

### その他
- 空飛ぶサイダー〜Around Story〜決意編、青春編

三ツ矢サイダーCMとのコラボレーション描き下ろし漫画。
- 松本市立丸ノ内中学校開校70周年記念式典 記念リーフレット・記念クリアファイル